# Amiserica nokrekensis
Amiserica nokrekensis är en skalbaggsart som beskrevs av Ahrens 2003. Amiserica nokrekensis ingår i släktet Amiserica och familjen Melolonthidae. Inga underarter finns listade i Catalogue of Life.